# Medical Investigation
Medical Investigation es  una serie de televisión estadounidense que comenzó a emitirse el 1 de septiembre de 2004 en la cadena NBC. Se rodaron 20 capítulos de 45 minutos de duración antes de ser cancelada en 2005. 
La serie trata sobre un equipo de expertos médicos del National Institute of Health (NIH) que, al contrario que en la realidad, investiga problemas graves de salud pública. En realidad, la investigación sobre problemas de salud es responsabilidad de los Centros para el Control y la Prevención de Enfermedades de los Estados Unidos (Centers for Disease Control and Prevention, CDC en inglés) y de los departamentos locales de sanidad, mientras que el NIH es en principio un centro de investigación sobre desastres.
En España se empezó a emitir los lunes del verano de 2005. En Latinoamérica se transmitió por el canal Warner Channel.

## Personajes
- Dr. Stephen Connor (Neal McDonough): líder del equipo cuya carrera médica le ha alejado de su familia. Anteriormente, Connor fue capitán en el ejército y combatió en la Guerra del Golfo.
- Dr. Natalie Durant (Kelli Williams): experta en patología y epidemiología, a menudo cuestiona a Connor, aunque actúa como segunda del equipo.
- Dr. Miles McCabe (Christopher Gorham): el más joven y nuevo miembro del equipo. Con frecuencia intenta probar su valía.
- Frank Powell (Troy Winbush): investigador médico altamente cualificado. Amigo de Connor desde hace tiempo, anteriormente sirvió en la Armada.
- Eva Rossi (Anna Belknap): coordinadora del equipo con los medios de comunicación, se encarga de evitar que las investigaciones del equipo causen pánico en el público general.